# Скальный канюк
Скальный канюк (лат. Buteo rufofuscus) — вид хищных птиц семейства ястребиных. Подвидов не выделяют. Распространён в Африке. Это преимущественно горный вид, который обычно встречается на высоте около 2000 м над уровнем моря, но достигает и отметки в 5000 м, и опускается до предгорных равнин. Это оседлый, неперелётный вид.

## Этимология
Видовое название образовано из двух латинских слов: rufus — рыжий и fuscus — коричневый, смуглый.

## Систематика
Ранее вид включал в себя следующие три подвида:
- B. r. rufofuscus, номинативная южноафриканская форма,
- B. r. augur, обитает в Эфиопии, Уганде, Южном Судане и на севере Конго,
- B. r. archeri, обитает в Сомали.

Теперь же канюк-авгур и Buteo archeri выделены в отдельные виды.

## Описание

### Внешний вид
Скальный канюк — птица средних размеров с длиной тела 45—55 см, размахом крыла 127—143 см и массой тела 865—1080 г у самцов и 1150—1695 г у самок. Самки в среднем на 8 % крупнее и на 38 % тяжелее самцов. По сравнению с большинством канюков, у данного вида голова меньше по отношению к телу и более вытянута; клюв более мощный. У взрослых особей в окраске преобладает грифельно-серый цвет. Голова и шея полностью серого цвета. Грудь и хвост рыжеватого цвета.

### Голос
Резкие, высокие крики, похожие на лай шакала. У самцов более высокий голос, чем у самок. Голос скального канюка заметно отличается от африканского горного канюка и канюка-авгура.

## Питание
Основа рациона — это мелкие млекопитающие, в основном грызуны, и рептилии, включая ящериц и змей. Изредка птица может питаться насекомыми, такими как термиты и кузнечики. Не брезгует скальный канюк и падалью. Типичная добыча — это мыши, крысы, молодые мангусты, даманы, зайцы, долгоноги и мелкие птицы. Свою жертву канюк выслеживает паря в воздухе или сидя на дереве или столбе. Чаще всего хватает её на ровной земле или дороге.

## Размножение
Скальные канюки моногамные птицы и, как правило, остаются вместе всю жизнь. Сезон размножения приходится на середину весны — лето. Птицы строят свои гнёзда на выступах скал, часто около дерева или кустарника или на небольшом (до 15 м) удалении от него. В качестве строительного материала служат ветки. Гнёзда большие — около 60—70 см в диаметре и около 35 см в высоту. Самки откладывают яйца в июле-сентябре. В кладке их 2—3. Птенцы вылупляются примерно через 40 дней.

## Распространение
Скальные канюки обитают в Южной Африке на территории Намибии, Лесото, Свазиленда, Мозамбика и Ботсваны. Населяют горные местности и степи, большей частью расположенные выше 1000 м над уровнем моря.

## Галерея

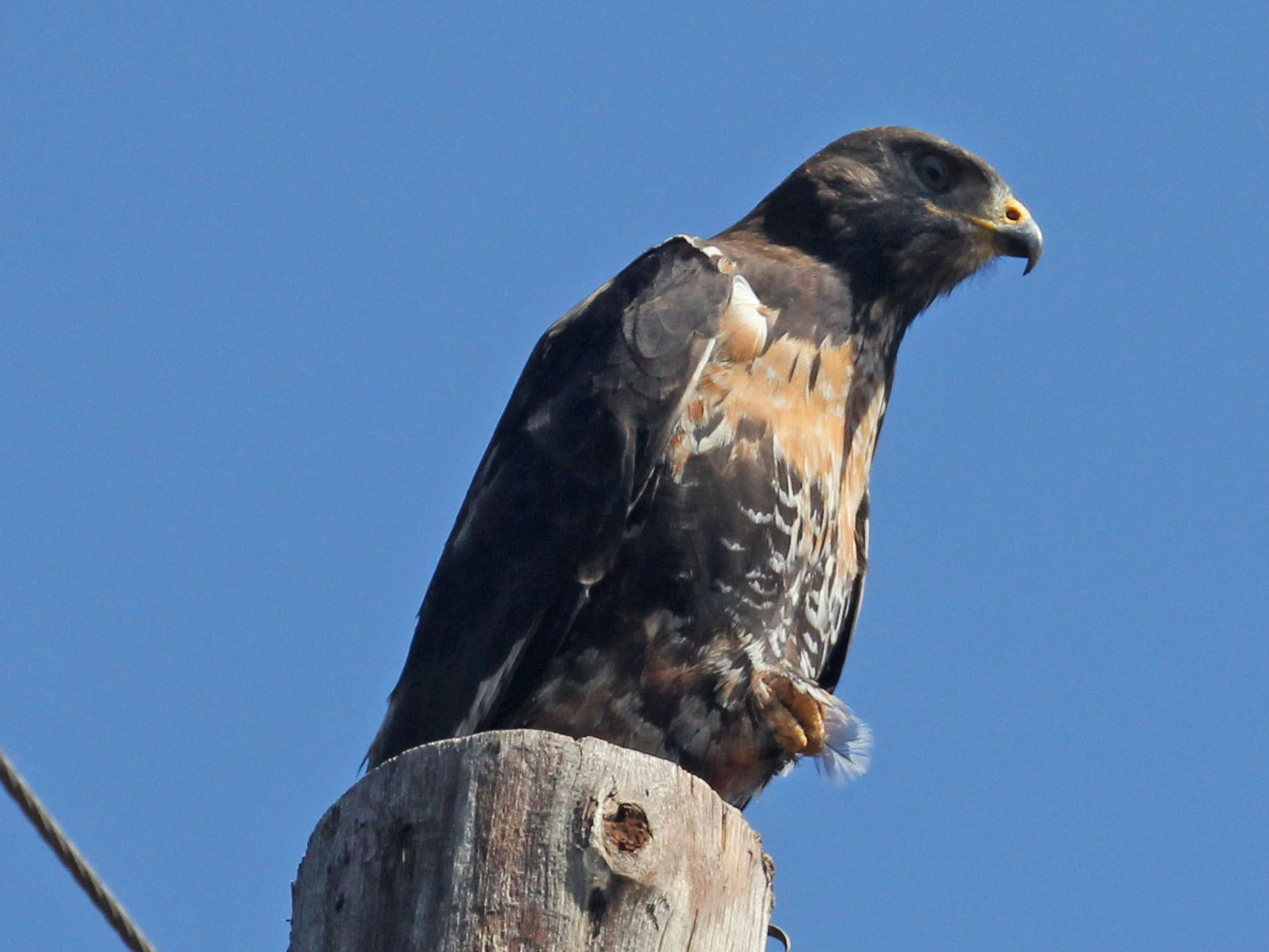
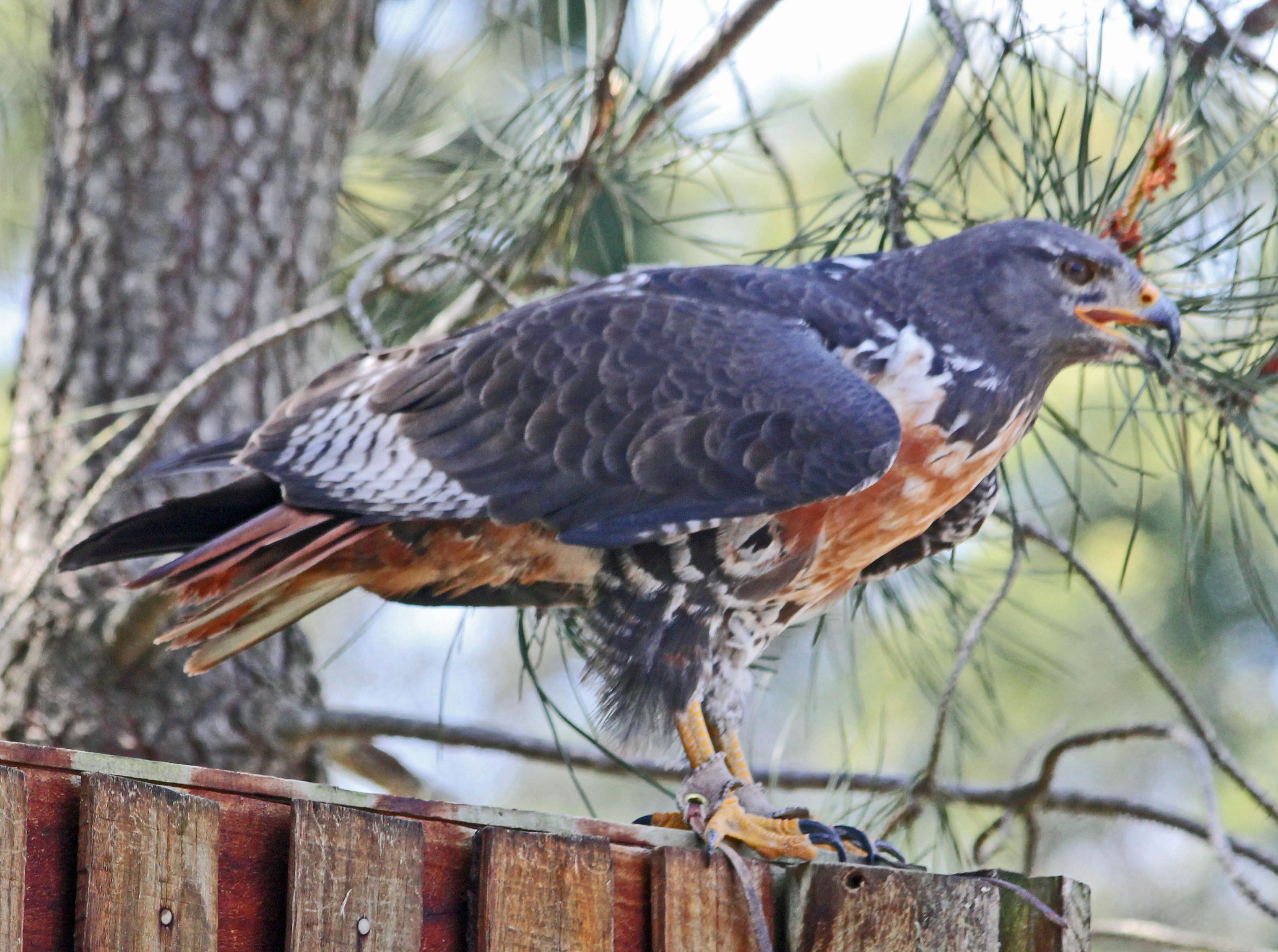
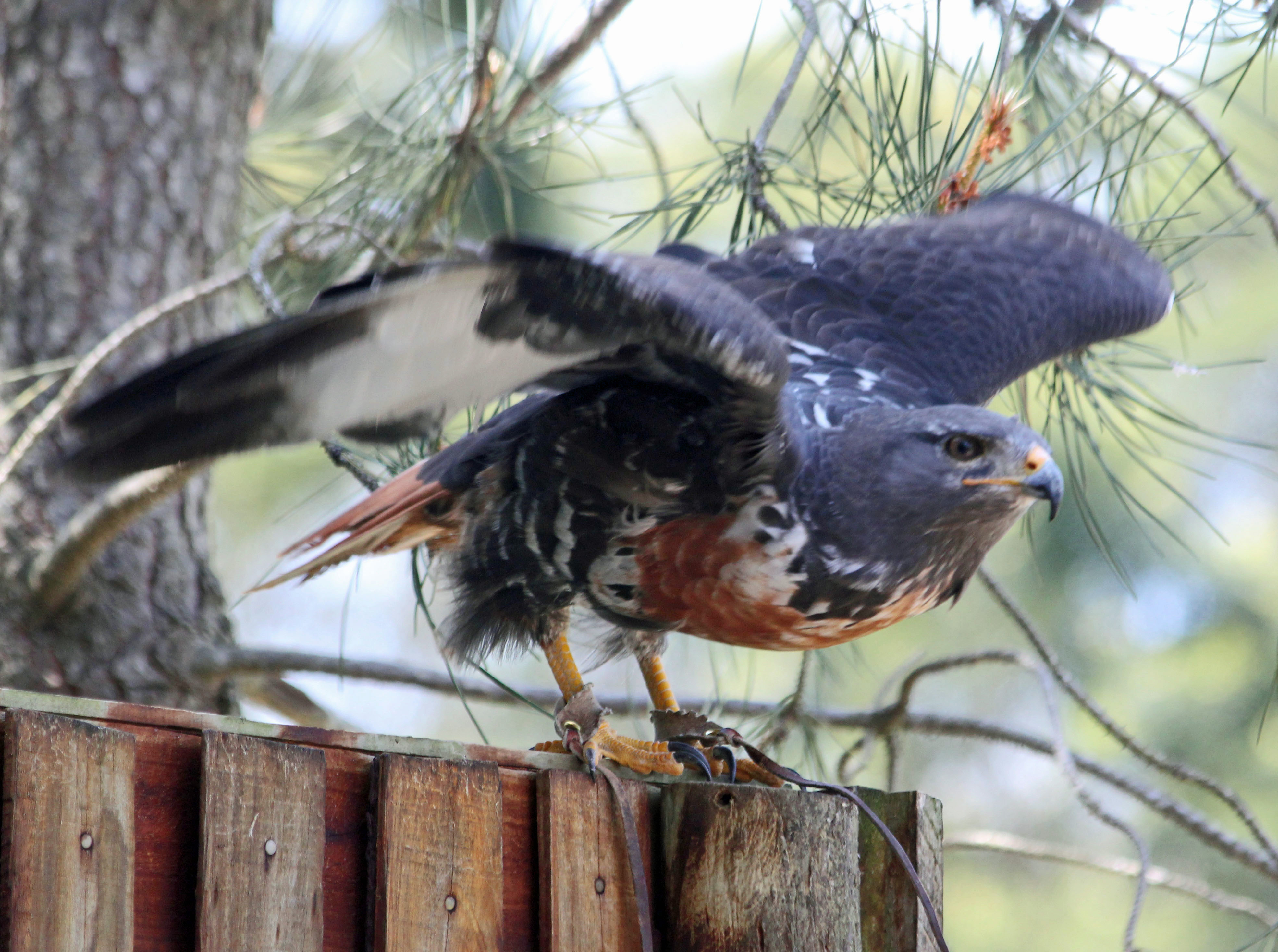
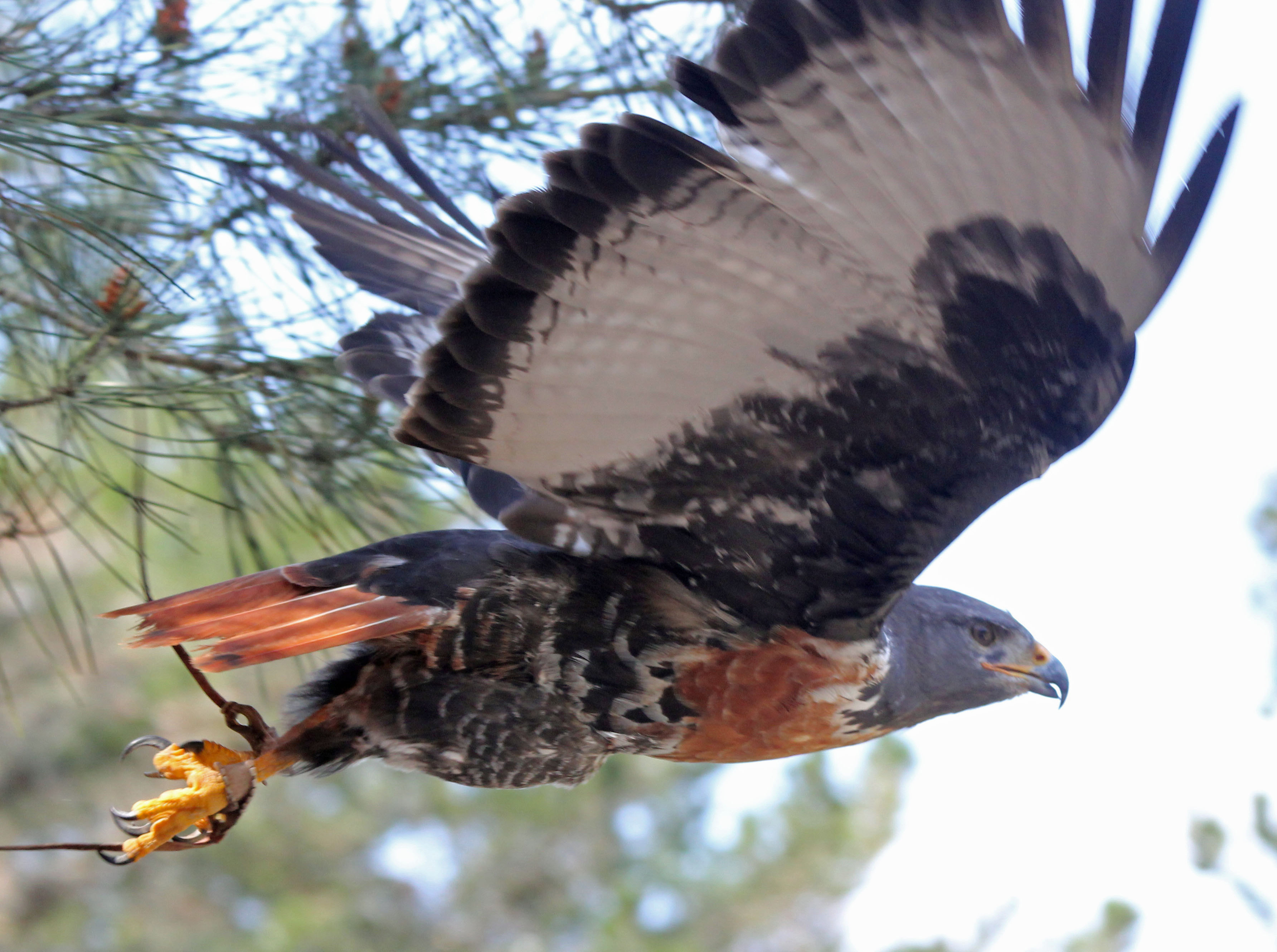